# Richwood (Nueva Jersey)
Richwood es un lugar designado por el censo ubicado en el condado de Gloucester en el estado estadounidense de Nueva Jersey. En el año 2010 tenía una población de 3,459 habitantes.

## Geografía
Richwood se encuentra ubicado en las coordenadas 39°43′21.73″N 75°9′55.01″O / 39.7227028, -75.1652806.